# NGC 7137
NGC 7137 est une galaxie spirale intermédiaire (barrée ?) située dans la constellation de Pégase. Sa vitesse par rapport au fond diffus cosmologique est de 1 357 ± 24 km/s, ce qui correspond à une distance de Hubble de 20,0 ± 1,4 Mpc (∼65,2 millions d'al). NGC 7137 a été découverte par l'astronome germano-britannique William Herschel en 1784.
La classe de luminosité de NGC 7137 est III et elle présente une large raie HI. Selon la base de données Simbad, NGC 7137 est une galaxie candidate au titre de galaxie active.
À ce jour, huit mesures non basées sur le décalage vers le rouge (redshift) donnent une distance de 19,900 ± 6,171 Mpc (∼64,9 millions d'al), ce qui est à l'intérieur des valeurs de la distance de Hubble.